# 埃德加·瓦雷兹
埃德加·维克托·阿西尔·夏尔·瓦雷兹（法語：Edgard Victor Achille Charles Varèse，1883年12月22日—1965年11月6日），美籍法国音乐家，二十世纪著名的先锋派作曲家，在序列音乐，噪音音乐，电子音乐和微分音的运用上都有很大贡献，大大开发了音乐的表现力，被誉为“电子音乐之父”。
瓦雷兹早年在巴黎随樊尚·丹第、夏尔-马里·维多尔和阿尔贝·鲁塞尔学习作曲，并于1907年移居德国柏林。第一次世界大战爆发后，他于1915年移居美国，之后长期在美国从事音乐活动，并参与创立国际作曲家协会与泛美作曲家联合会。1950年代后，他开始尝试使用磁带与电子仪器作曲，并对电子音乐这一领域进行探索。